# Schriften des Stadtarchivs Wiesbaden
Die Schriften des Stadtarchivs Wiesbaden gibt das Stadtarchiv Wiesbaden seit 1991 heraus. Die Veröffentlichung wird in der Regel über den Buchhandel vertrieben. Bislang sind 24 Bände erschienen.

## Veröffentlichungen zumeist im Eigenverlag

### Buchreihe
- Band 1: Thomas Weichel: Wenn dann der Kaiser nicht mehr kommt… Kommunalpolitik und Arbeiterbewegung in Wiesbaden 1890–1914. Wiesbaden 1991, ISBN 3-9802906-0-3.

- Band 2: Jochen Dollwet, Thomas Weichel (Bearbeitung): Das Tagebuch des Friedrich Ludwig Burk. Aufzeichnungen eines Wiesbadener Bürgers und Bauern 1806–1866. 3. Auflage. Wiesbaden 1994, ISBN 3-9802906-1-1.

- Band 3: Jochen Dollwet (Bearbeitung): Wer an seinem Schöpfer sündiget… Ludwig Friedrich Christoph Schmid über seinen Kuraufenthalt 1765 in Wiesbaden. Wiesbaden 1994, ISBN 3-9802906-2-X.

- Band 4: Heike Glaser: Demokratischer Neubeginn in Wiesbaden. Aspekte des sozialen, wirtschaftlichen und politischen Wiederaufbaus nach 1945. 2. Auflage. Wiesbaden 1995, ISBN 3-9802906-3-8.

- Band 5: Peter Joachim Riedle (Hrsg.): Wiesbaden und der 20. Juli 1944. Beiträge von Gerhard Beier, Lothar Bembenek, Rolf Faber, Peter M. Kaiser und Axel Ulrich. Wiesbaden 1996, ISBN 3-9802906-4-6.

- Band 6: Ursula Brunn-Steiner: Der Volksbildungsverein Wiesbaden. Bibliothekarische Bildungsarbeit im Kaiserreich und in der Weimarer Zeit. Wiesbaden 1997, ISBN 3-9802906-6-2.

- Band 7: Walter Czysz: Vom Römerbad zur Weltkurstadt. Geschichte der Wiesbadener heißen Quellen und Bäder. 'Wiesbaden 2000, ISBN 3-9802906-7-0.

- Band 8: Hedwig Brüchert: Zwangsarbeit in Wiesbaden. Der Einsatz von Zwangsarbeitskräften in der Wiesbadener Kriegswirtschaft 1939 bis 1945. Mit einem Beitrag von Kerstin Kersandt. Wiesbaden 2003, ISBN 3-9802906-9-7.

- Band 9: Anni Baker: Wiesbaden and the Americans 1945–2003. The Social, Economic, and Political Impact of the U. S. Forces in Wiesbaden. Wiesbaden 2004, ISBN 3-9808702-1-9.

- Band 10: Bernd Blisch, Hedwig Brüchert u. a.: Russische Beziehungen zu Wiesbaden und Darmstadt. Beiträge aus Anlass des 150-jährigen Jubiläums der Russischen Kirche in Wiesbaden im Jahr 2005. Mit Beiträgen von Bernd Blisch, Hedwig Brüchert, Jochen Dollwet, Peter Engels, Eckhardt G. Franz, Alexander Hildebrand, Brigitte Streich und Johann Zilien. Wiesbaden 2007, ISBN 978-3-9808702-2-1.

- Band 11: Rolf Faber, Karin Rönsch: Wiesbadens jüdische Juristen. Leben und Schicksal von 65 jüdischen Rechtsanwälten, Notaren, Richtern, Referendaren, Beamten und Angestellten. Wiesbaden 2011, ISBN 978-3-9808702-3-8.
- Band 12: Klaus-Dieter Grunwald, Hermann Otto Geißler, Sigurd Rink, Roger Töpelmann (Hrsg.): Wahrheit und Bekenntnis. Kirchenkampf in Wiesbaden 1933-1945. Wiesbaden 2014, ISBN 978-3-9808702-4-5.
- Band 13: Jörg Jordan: Im Schatten Napoleons. Staatsaufbau in Nassau und Stadtentwicklung in Wiesbaden. Verlag Schnell & Steiner, Regensburg 2014, ISBN 978-3-7954-2885-3.
- Band 14: Regina Schäfer unter anderem (Herausgeber): Leben in Mosbach-Biebrich vor 500 Jahren. Das wiederentdeckte Gerichtsbuchsbuch. Wiesbaden 2019, ISBN 978-3-940456-92-2.
- Band 15: Hella Hennessee: Das herzoglich-nassauische Theater zu Wiesbaden (1765–1866). Eine Kultur- und Sozialgeschichte. Wiesbaden 2023. ISBN 978-3-9825083-0-6.
- Band 16: Io Josefine Geib: Wiesbaden und die Migration. Grundzüge einer Einwanderungsgeschichte seit 1945. Wiesbaden 2023. ISBN 978-3-9825083-1-3.
- Band 17: Dirk Stolper (Bearbeiter): Namen im öffentlichen Raum. Abschlussbericht der Historische Fachkommission zur Überprüfung nach Personen benannter Verkehrsflächen, Gebäude und Einrichtungen der Landeshauptstadt Wiesbaden. Wiesbaden 2024. ISBN 978-3-9825083-2-0. Der Volltext ist einsehbar auf der Homepage der Landeshauptstadt Wiesbaden unter http://www.wiesbaden.de/strassennamen.

### Sonderbände
- Joachim Dollwet: 100 Jahre Wiesbadener Rathaus 1887–1987. Wiesbaden 1987.
- Ingeborg Dietrich, Jochen Dollwet: Das Klarenthaler Kirchenbuch 1722–1817. Wiesbaden 1996, ISBN 3-9802906-5-4.

- Christian Spielmann, Julius Krake: Historischer Atlas der Stadt Wiesbaden. 12 digitalisierte Stadtkarten von 1700 bis 1910; CD-Rom und Begleitbuch. Bearbeitet von Thomas Weichel unter Mitarbeit von Rudolf Krämer. Wiesbaden 2002, ISBN 3-9802906-8-9.
- Axel Ulrich (Red.): Georg Buch. 24. September 1903 – 5. August 1995. Zum 100. Geburtstag. Wiesbaden 2003.

- Margrit Spiegel: Wiesbadener Firmenbriefköpfe aus der Kaiserzeit 1871–1914. Fabrik- und Hotelansichten auf Geschäftsschreiben und Rechnungen. 50 Beispiele mit Firmenkurzporträts. Wiesbaden 2003, ISBN 3-9808702-0-0.
- Axel Ulrich, Brigitte Streich (Red.): Gedenkort Schlachthoframpe. Wiesbaden 2009.
- Margrit Spiegel: Wiesbadener Firmenbriefköpfe. Gebäudeansichten auf Geschäftsschreiben und Rechnungen, Band 2. 50 weitere Kurzporträts von Unternehmen und Hotels. Thorsten Reiß Verlag, Wiesbaden 2011, ISBN 978-3-928085-58-8.
- Bärbel Maul, Axel Ulrich: Das Wiesbadener Außenkommando „Unter den Eichen“ des SS-Sonderlagers/KZ Hinzert. Wiesbaden 2014.

## Veröffentlichungen in Fremdverlagen
- Lothar Bembenek, Axel Ulrich: Widerstand und Verfolgung in Wiesbaden 1933-1945. Eine Dokumentation. Anabas Verlag Günter Kämpf KG, Gießen 1990, ISBN 3-87038-155-8.
- Brigitte Streich, Georg Habs, Claudia Kreinert: Vom Exerzierplatz zum Wohnquartier. Die Geschichte des Europaviertels. Hrsg.: Ortsbeirat Rheingauviertel/Hollerborn, Stadtentwicklungsgesellschaft, Kulturamt/Stadtarchiv Wiesbaden. Thorsten Reiß Verlag, Wiesbaden 2010, ISBN 978-3-928085-53-3.
- Cornelia Röhlke, Brigitte Streich (Red.): Wiesbaden. Das Stadtlexikon. Konrad Theiss Verlag, Stuttgart / Wissenschaftliche Buchgesellschaft, Darmstadt 2017, ISBN 978-3-8062-2584-6.